# 鈴木康平
鈴木 康平（すずき こうへい、1994年1月21日 - ）は、千葉県鎌ケ谷市出身のプロ野球選手（投手・育成選手）。右投右打。東京ヤクルトスワローズ所属。
オリックス・バファローズ時代の2018年から2022年までの登録名はK-鈴木（ケイすずき）。

## 経歴

### プロ入り前
小学生時代に鎌ヶ谷ライオンズへ所属、6年時に主将を務めた。中学生時代には陸上部で活動するかたわら、鎌ヶ谷シニアで野球を続けた。
千葉明徳高校への進学後は、2年の春からベンチ入りを果たした。3年夏の千葉県大会では2回戦で強豪・専大松戸と対戦。上沢直之と投げ合い、延長11回を終えても6-6と決着がつかず、大会規定により引き分け再試合になった。翌日の再試合にも2番手で登板するが、2-5で敗北した。在学中の全国大会出場はなかった。卒業後に地元の国際武道大学へ進学。千葉県大学野球のリーグ戦で、通算16勝を挙げた。4年春に最多奪三振、秋は最多勝。大学の3学年先輩にプロでもチームメイトとなる西野真弘が、3学年後輩に伊藤将司がいた。大学卒業後に日立製作所へ入社すると、入社1年目から日本選手権大会で登板。翌年に催された第88回都市対抗野球大会でも、チームの本大会出場に貢献した。
2017年のNPBドラフト会議で、オリックス・バファローズから2巡目で指名。契約金8000万円、年俸1200万円（金額は推定）というで入団した。背番号は30。チームには名前が全く同じ読みの鈴木昂平（すずきこうへい）が在籍するため、「K-鈴木」という登録名にすることを球団から打診された。"K"は名前のローマ字表記（Kohei）の頭文字に由来しているが、自身が「こだわっている」という三振の略称にも当たることから、この打診を快諾した。

### オリックス時代

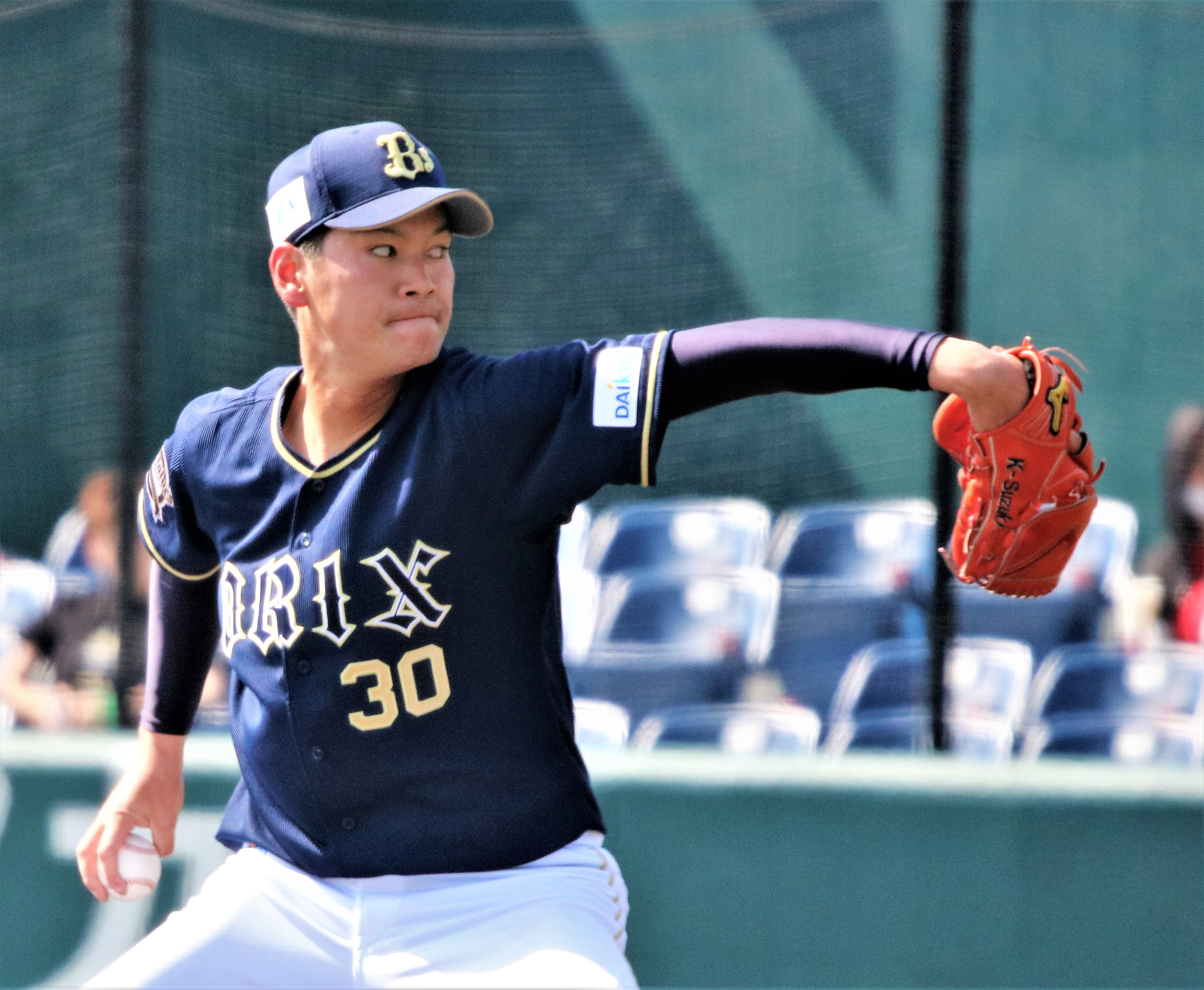
オリックス・バファローズ時代
（2018年4月20日 タマホーム スタジアム筑後）

2018年は春季キャンプを一軍で過ごすも公式戦の開幕は二軍で迎えた。5月15日に一軍初昇格を果たすと同19日の埼玉西武ライオンズ戦の8回表に救援投手としてプロ初登板。1回を無失点に抑えたものの2四球が絡んで二死満塁のピンチをつくるなど制球に苦しみ、翌20日に登録抹消。7月12日のフレッシュオールスターゲームでは7回表に登板し、1イニングを無失点に抑えた。7月21日に一軍へ再昇格するも同28日に登録抹消、その後二軍で先発調整となり8月21日の東北楽天ゴールデンイーグルス戦でプロ初先発。4回4失点で勝敗はつかず、翌22日にこの年3度目の登録抹消。9月29日に中継ぎとして一軍登録されたが、ルーキーイヤーは一軍で4試合（1先発）の登板に終わった。ウエスタン・リーグ公式戦では26試合の登板で3勝4敗（1完投）・防御率2.85を記録。前半戦に救援、後半戦に先発で実戦経験を積み、通算投球イニング88回1/3でリーグ2位の79奪三振を記録した。シーズン終了後に参加したフェニックスリーグでは10月19日の試合に先発すると、KBOのハンファ・イーグルス打線を相手に6回を無安打無失点、9奪三振と好投。秋季キャンプをはさんで参加した台湾でのアジアウインターリーグでも、NPBウエスタン・リーグ選抜チームの一員として、通算3試合の登板（2試合の先発）で防御率1.15を記録した。
2019年は開幕ローテーション入りを目指したが、二軍でシーズンをスタート。二軍戦5試合の登板で防御率0.77と結果を残し、4月28日の西武戦でシーズン初登板初先発。7回118球、5安打5奪三振無失点と力投するも救援陣が逆転を許しプロ初勝利とはならず、5月11日の楽天戦でも7回無失点と好投した直後に救援陣が逆転を許し、なかなか勝ち星に恵まれなかった。シーズン4試合目の先発登板となった5月18日の西武戦でようやくプロ初勝利を挙げた。この年は19試合全てに先発登板し、4勝6敗・防御率4.31を記録。102回1/3の投球回数はチーム内では山岡泰輔、山本由伸に次いで3番目に多く、オフに1300万円増となる推定年俸2200万円で契約を更改。更改後の記者会見では、鈴木昂平が戦力外通告を経て二軍野手コーチ補佐に転身する2020年以降も「K-鈴木」という登録名の使用を続けることを発表した。
2020年は開幕ローテーション入りを果たしたが、6月24日の千葉ロッテマリーンズ戦で3回5失点と結果を残せず、翌25日に登録抹消となり1試合で先発ローテーションを外れた。7月9日に中継ぎとして一軍に再登録されるも、同18日に抹消。田嶋大樹が発熱による体調不良で先発を回避すると代役として8月8日のロッテ戦で先発を務めたが、4回途中7失点で降板し、再び二軍でリリーフ調整となった。11月3日に一軍登録され、翌4日の楽天戦でプロ初ホールドを記録したものの、この年は8試合（2先発）の登板に留まり、オフに550万円減となる推定年俸1650万円で契約を更改した。
2021年は中継ぎとして4月23日に一軍登録されると、5月15日の楽天戦でプロ初セーブを挙げた。五輪による中断期間を経て後半戦の開幕は二軍スタートとなったが、9月7日に一軍再昇格を果たした。再昇格後はホールドが付かない場面での登板が中心となったが、この年は救援一本に絞り、レギュラーシーズンでは自己最多の34試合に登板し、1勝0敗2ホールド2セーブ・防御率3.03を記録。ポストシーズンでもメンバー入りを果たし、日本シリーズでは1試合に登板し、1イニングを三者連続三振に抑える好投を見せた。オフに500万円増となる推定年俸2150万円で契約を更改した。
2022年は開幕を二軍で迎え、5月29日に出場選手登録。ただ、好投する試合と打ち込まれる試合との好不調の波が激しく、7月18日の楽天戦では2/3回を2安打1失点で敗戦投手となり、翌19日に出場選手登録を抹消された。9月2日に再登録されるも、2試合に登板したのみで同13日に登板抹消となり、その後の一軍登板は無くシーズンを終えた。この年は14試合の登板で0勝1敗・防御率6.75という成績にとどまり、オフに450万円減となる推定年俸1700万円で契約を更改した。
2023年1月18日に登録名を本名の「鈴木康平」に変更することが発表された。チームの鈴木姓の選手が1人のみのため、報道上の表記およびスコアボード上の表記は「鈴木」となる。

### 巨人時代
2023年5月17日、廣岡大志とのトレードにより読売ジャイアンツに入団することが発表された。背番号は32。
2023年5月20日、巨人でのデビュー戦を1回1安打無失点、2奪三振で飾った。シーズン中はストレートの最速158km/hと26奪三振を記録する活躍を見せたものの、8月以降は与四球や失点が増加し9月2日に登録を抹消された。最終的な成績は33試合の登板で1勝1敗、防御率6.59を記録。オフには推定年俸2750万円で契約を更改した。
2024年は二軍（30試合 30回1/3 防御率2.37）で調整を続けていたが一軍登板はなく、10月4日に戦力外通告を受けた。

### ヤクルト時代
12月6日、東京ヤクルトスワローズに育成選手として入団することが発表された。背番号は018。

## 選手としての特徴・人物
力強いストレートを武器としており、社会人時代の最速は154km/h、プロ入り後は2021年5月25日の横浜DeNAベイスターズ戦、7回の先頭打者伊藤光への5球目で158km/hを計測している。変化球はカーブ、スライダー、カットボール、フォークを操る。
愛称は「K」。
同僚が「とにかく優しい」と口を揃える性格。
幼少期は巨人ファンで、国際武道大在籍時は客員教授を務める原辰徳の講義に毎年出席したという。
2020年1月、国際武道大の後輩である一般女性と結婚した。

## 詳細情報

### 年度別投手成績
| 年 度     | 球 団      | 登 板 | 先 発 | 完 投 | 完 封 | 無 四 球 | 勝 利 | 敗 戦 | セ 丨 ブ | ホ 丨 ル ド | 勝 率 | 打 者 | 投 球 回 | 被 安 打 | 被 本 塁 打 | 与 四 球 | 敬 遠 | 与 死 球 | 奪 三 振 | 暴 投 | ボ 丨 ク | 失 点 | 自 責 点 | 防 御 率 | W H I P |
| --------- | ---------- | ----- | ----- | ----- | ----- | -------- | ----- | ----- | -------- | ----------- | ----- | ----- | -------- | -------- | ----------- | -------- | ----- | -------- | -------- | ----- | -------- | ----- | -------- | -------- | ------- |
| 2018      | オリックス | 4     | 1     | 0     | 0     | 0        | 0     | 0     | 0        | 0           | ----  | 42    | 7.1      | 11       | 3           | 9        | 0     | 0        | 2        | 0     | 0        | 9     | 7        | 8.59     | 2.73    |
| 2019      | オリックス | 19    | 19    | 0     | 0     | 0        | 4     | 6     | 0        | 0           | .400  | 451   | 102.1    | 100      | 15          | 49       | 0     | 3        | 88       | 4     | 0        | 56    | 49       | 4.31     | 1.46    |
| 2020      | オリックス | 8     | 2     | 0     | 0     | 0        | 0     | 2     | 0        | 1           | .000  | 78    | 13.2     | 23       | 4           | 14       | 0     | 1        | 10       | 0     | 0        | 17    | 16       | 10.54    | 2.71    |
| 2021      | オリックス | 34    | 0     | 0     | 0     | 0        | 1     | 0     | 2        | 2           | 1.000 | 164   | 38.2     | 34       | 2           | 14       | 0     | 1        | 28       | 3     | 0        | 15    | 13       | 3.03     | 1.24    |
| 2022      | オリックス | 14    | 0     | 0     | 0     | 0        | 0     | 1     | 0        | 2           | .000  | 51    | 12.0     | 12       | 3           | 3        | 0     | 0        | 13       | 2     | 0        | 9     | 9        | 6.75     | 1.25    |
| 2023      | 巨人       | 33    | 0     | 0     | 0     | 0        | 1     | 1     | 0        | 13          | .500  | 123   | 27.1     | 24       | 6           | 14       | 0     | 3        | 26       | 5     | 1        | 20    | 20       | 6.59     | 1.39    |
| 通算：6年 | 通算：6年  | 112   | 22    | 0     | 0     | 0        | 6     | 10    | 2        | 18          | .375  | 909   | 201.1    | 204      | 33          | 103      | 0     | 8        | 167      | 14    | 1        | 126   | 114      | 5.10     | 1.52    |

- 2024年度シーズン終了時

### 年度別守備成績
| 年 度 | 球 団      | 投手  | 投手  | 投手  | 投手  | 投手  | 投手     |
| 年 度 | 球 団      | 試 合 | 刺 殺 | 補 殺 | 失 策 | 併 殺 | 守 備 率 |
| ----- | ---------- | ----- | ----- | ----- | ----- | ----- | -------- |
| 2018  | オリックス | 4     | 1     | 1     | 0     | 0     | 1.000    |
| 2019  | オリックス | 19    | 5     | 10    | 0     | 2     | 1.000    |
| 2020  | オリックス | 8     | 2     | 2     | 0     | 0     | 1.000    |
| 2021  | オリックス | 34    | 3     | 2     | 0     | 0     | 1.000    |
| 2022  | オリックス | 14    | 1     | 1     | 0     | 0     | 1.000    |
| 2023  | 巨人       | 33    | 0     | 3     | 0     | 0     | 1.000    |
| 通算  | 通算       | 102   | 12    | 19    | 0     | 2     | 1.000    |

- 2024年度シーズン終了時

### 記録
初記録
投手記録
- 初登板：2018年5月19日、対埼玉西武ライオンズ7回戦（ほっともっとフィールド神戸）、8回表に4番手で救援登板・完了、1回無失点
- 初奪三振：同上、8回表に金子侑司から空振り三振
- 初先発登板：2018年8月21日、対東北楽天ゴールデンイーグルス18回戦（楽天生命パーク宮城）、4回4失点で勝敗つかず
- 初勝利・初先発勝利：2019年5月18日、対埼玉西武ライオンズ8回戦（京セラドーム大阪）、5回2/3を3被安打1失点
- 初ホールド：2020年11月4日、対東北楽天ゴールデンイーグルス23回戦（京セラドーム大阪）、7回表に4番手で救援登板、1回無失点
- 初セーブ：2021年5月15日、対東北楽天ゴールデンイーグルス7回戦（ほっともっとフィールド神戸）、9回表一死に7番手で救援登板・完了、2/3回無失点

打撃記録
- 初打席：2019年6月9日、対東京ヤクルトスワローズ2回戦（明治神宮野球場）、2回表に高橋奎二から空振り三振

### 背番号
- 30（2018年[3] - 2023年5月17日）
- 32（2023年5月18日[52] - 2024年）
- 018（2025年[58] - ）

### 登録名
- K-鈴木（ケイすずき、2018年[4] - 2022年）
- 鈴木 康平（すずき こうへい、2023年[49] - ）